# MicroBot
MicroBot è uno sparatutto a scorrimento sviluppato da Naked Sky Entertainment e pubblicato da Electronic Arts. È stato pubblicato per Xbox 360 su Xbox Live Arcade il 29 dicembre 2010 e su PlayStation 3 tramite PlayStation Network il 4 gennaio 2011. Nel gioco il giocatore controlla un MicroBot: un robot microscopico progettato per combattere le infezioni nel corpo umano. Il robot ha il compito di distruggere le generazioni precedenti di MicroBot che hanno iniziato a corrompere il corpo mentre combattevano la malattia.

## Modalità di gioco
Il gioco è uno sparatutto a scorrimento che prende luogo in un corpo umano. La Fictional Medial Corporation MicroHexon ha sviluppato una serie di robot microscopici progettati per combattere le infezioni all'interno dell'uomo. Il giocatore controlla un MicroBot di quarta generazione, la più recente iterazione della serie. Egli ha il compito di distruggere le infezioni causate dalla oramai corrotta generazione di MicroBot precedente. Il gioco inizia con il giocatore fluttuante all'interno di un ago ipodermico. Il MicroBot viene in seguito iniettato nel corpo umano e così comincia. I livelli del gioco si estendono su cinque aree principali del corpo umano con ogni area composta da quattro livelli.
Il MicroBot può aggiornare le proprie armi distruggendo e curando le malattie. Le armi possono essere collegati a più punti sul robot, e ogni tipo di arma ha diverse abilità che permette al giocatore di personalizzare il proprio robot come meglio crede. Più di 20 armi diverse possono essere collegate al robot. Slot addizionali possono essere sbloccati tramite i progressi del giocatore. Oltre a piccoli nemici, il gioco presenta cinque battaglie contro boss in tutta la campagna. I livelli sono generati proceduralmente, nel senso che l'ambiente cambia un po' ogni volta che viene giocato il gioco. MicroBot, oltre alla campagna principale, dispone anche di una modalità Challenge in cui i giocatori devono sopravvivere a ondate continue di nemici il più a lungo possibile. È supportato il gioco cooperativo locale. Il secondo giocatore può entrare o uscire dal gioco in qualsiasi momento durante il gioco.